# Утепов, Сапаргали
Сапаргали Утепов (каз. Сапарғали Өтепов; 1930 год — 1998 год) — старший табунщик колхоза «Коминтерн» Испульского района Гурьевской области, Казахская ССР. Герой Социалистического Труда (1948).

## Биография
Сапаргали Утепов родился в 1930 году в ауле Тума Испульского района Гурьевской области. Казах. В 1961 году вступил в КПСС.
В 1945 году после окончания 7 классов Туминской средней школы начал работать табунщиком, а в 1947 году старшим табунщиком в колхозе им. Коминтерна Испульского района.
С 1951 года по 1953 год служил в рядах Советской Армии. После демобилизации в 1954 году его послали на учёбу в Западно-Казахстанскую 3-годичную сельскохозяйственную школу руководящих работников в городе Уральске.
После окончания этой школы с 1956 года по 1958 год работает бригадиром сенокосной бригады колхоза «Передовик» этого же района, а с 1958 года работал заведующим коневодческо-верблюдоводческой товарной фермой.
В табуне Сапаргалия Утепова в 1945—1948 годы было 150 голов лошадей и ежегодно от 50 конематок получал по 50 жеребят, с полным сохранением всего как нарождающегося молодняка, так и взрослого конепоголовья.
В последующие годы Сапаргали Утепов также добивался высоких показателей по развитию коневодства и верблюдоводства. Так, в 1965 году ферма, руководимая им, вырастила от каждой сотни маток по 35 верблюжат и по 80 жеребят, а в 1966 году соответственно — 42 верблюжонка и 91 жеребёнка.

## Общественная работа
Сапаргали Утепов принимал активное участие в общественной жизни села и района. Так, в марте 1959 года он был избран депутатом Орликского районного Совета депутатов трудящихся.
Являлся членом Гурьевского областного общества «Знание». Сапаргали Утепов часто выступал с лекциями и беседами, передавая свой опыт животноводам района и области.

## Награды
В 1947 году как воспитанник Ленинского комсомола Сапаргали Утепов за достигнутые успехи в работе награждён Почетной грамотой ЦК ЛКСМ Казахстана, а в 1948 году был занесен в Книгу почета ЦК ВЛКСМ.
Указом Президиума Верховного Совета СССР от 23 июля 1948 года «за получение высокой продуктивности животноводства в 1947 году при выполнении колхозом обязательных поставок сельскохозяйственных продуктов и плана развития животноводства» тов. Утепов Сапаргали удостоен звания Героя Социалистического Труда с вручением Ордена Ленина и золотой медали Серп и Молот.

## Память
Улице в селе Орлик Индерского района присвоено имя «Сапаргали Утепов».